# Барково (Ленінградська область)
Барково (рос. Барково) — присілок у Лодєйнопольському районі Ленінградської області Російської Федерації.
Населення становить 38 осіб. Належить до муніципального утворення Доможировське сільське поселення.

## Історія
Згідно із законом від 20 вересня 2004 року № 63-оз належить до муніципального утворення Доможировське сільське поселення.

## Населення
| 1838 | 1862 | 1885 | 1926 | 1997 | 2007 | 2010 |
| ---- | ---- | ---- | ---- | ---- | ---- | ---- |
| 81   | ↗92  | ↘58  | ↗127 | ↘46  | ↘36  | ↘22  |
| 2014 |      |      |      |      |      |      |
| ↗38  |      |      |      |      |      |      |